# Кошачьи акулы
Коша́чьи аку́лы (лат. Scyliorhinidae) — семейство акул отряда кархаринообразные (Carcharhiniformes).

## Описание
Кошачьи акулы обладают удлинённым телом. У них 2 спинных и 2 анальных плавника. Только у вида Pentanchus profundicolus первый спинной плавник отсутствует. Длина разных видов от 21 см до 1,7 м. Окраска у разных видов также сильно варьируют.
Питаются беспозвоночными и более мелкой рыбой.
Встречаются в умеренных и тропических морях по всему миру от литорали до 2000 и более м в зависимости от вида.
Некоторые виды яйцеживородящие, но большинство откладывает яйца в жёсткой оболочке, снабжённой усиками (русалочий кошелёк).
Акулы из рода Cephaloscyllium при опасности заполняют желудок водой или воздухом и увеличивают обхват тела в 2—3 раза.

## Акулы и человек
Atelomycterus macleayi редко вырастает более 0,6 м в длину, поэтому часто содержится в домашнем аквариуме. Но чаще в аквариумах содержат коралловых кошачьих акул (Atelomycterus marmoratus).

## Роды
Семейство включает 17 родов и более 150 видов.
- Apristurus Garman, 1913 — Чёрные кошачьи акулы
- Asymbolus Whitley, 1939 — Австралийские пятнистые кошачьи акулы
- Atelomycterus Garman, 1913 — Коралловые кошачьи акулы
- Aulohalaelurus Fowler, 1934 — Губастые кошачьи акулы
- Bythaelurus Compagno, 1988
- Cephaloscyllium Gill, 1862 — Головастые акулы
- Cephalurus Bigelow and Schroeder, 1941 — Большеголовые акулы
- Figaro Whitley, 1928
- Galeus Rafinesque, 1810 — Пилохвосты
- Halaelurus Gill, 1862 — Пятнистые акулы
- Haploblepharus Garman, 1913 — Южноафриканские кошачьи акулы
- Holohalaelurus Fowler, 1934 — Африканские пятнистые акулы
- Parmaturus Garman, 1906 — Кошачьи акулы-парматурусы
- Pentanchus Smith and Radcliffe in Smith, 1912 — Одноплавниковые кошачьи акулы
- Poroderma Smith, 1838 — Усатые кошачьи акулы
- Schroederichthys Springer, 1966 — Пятнистые кошачьи акулы
- Scyliorhinus — Кошачьи акулы